# Запорізький металургійний коледж ЗДІА
Запорізький металургійний коледж (до 2007 року — металургійний технікум) — навчальний заклад I—II рівня акредитації заснований у 1929 р. для підготовки кадрів металургійної промисловості міста Запоріжжя.
МК ЗНУ вважається одним з найстаріших навчальних закладів міста, ровесником «Великого Запоріжжя».
Коледж веде цільову підготовку за довгостроковими договорами з базовими підприємствами ВАТ «Запоріжсталь», ВАТ «Дніпроспецсталь», ВАТ «Запорізький завод феросплавів», ВАТ «Запоріжвогнетрив», ВАТ «Мотор Січ», ДП «Запорізький титано-магнієвий комбінат» та іншими.

## Спеціальності
Коледж здійснює підготовку фахівців за освітньо-кваліфікаційним рівнем молодший спеціаліст на денній та заочній формах навчання за державним замовленням та на контрактній основі з таких спеціальностей:
- Виробництво сталі і феросплавів;
- Обробка металів тиском;
- Обслуговування та ремонт обладнання металургійних підприємств;
- Монтаж і експлуатація електроустаткування підприємств і цивільних споруд;
- Організація перевезень і управління на залізничному транспорті;
- Технічне обслуговування, ремонт та експлуатація тягового рухомого складу (тільки денна форма навчання).

## Відділення
- Металургійне
- Електромеханічне
- Транспортне
- Заочне

## Матеріально-технічна база
Металургійний коледж розміщується в двох навчальних корпусах, в яких розташовані аудиторії, майстерні, кабінети і лабораторії, дві спортзали, бібліотека і читальна зала, буфет та їдальня, актова зала тощо.
Коледж має гуртожиток на 200 місць, який повністю забезпечує мешкання усіх студентів, що потребують житло. В приміщенні гуртожитку на 2-му і 3-му поверхах розташовані навчальні кабінети, лабораторії транспортних дисциплін, медичний пункт, стоматологічний кабінет, ізолятор, стрілецький тир з вогневою зоною 25 м та інші побутово-допоміжні приміщення.
Враховуючи специфічність роботи металургів, чимало уваги приділяється спортивно-масовій роботі. За традицією на високому рівні проводиться у коледжі спортивно-оздоровча робота, яка включає як внутрішньоколеджні заходи, спортивні свята і змагання, так і міські, обласні, міжнародні турніри з командних та силових видів змагань. Під керівництвом С. О. Крижка реалізується комплекс заходів, який забезпечує досягнення стійких високих спортивних результатів.

## Спортивні досягнення
Спортивна команда технікуму 13 років поспіль виборює перше місце серед ВНЗ І-ІІ рівнів акредитації Запорізької області.
У трьох спартакіадах, що проводилися ЦК профспілок трудящих металургійної та гірничодобувної промисловості України серед ВНЗ І-ІІ рівнів акредитації, команда технікуму виборювала перше місце. Завдяки спонсорській допомозі ВАТ «Запоріжсталь» баскетбольна команда технікуму 2005 року брала участь у Європейському міжнародному чемпіонаті молодіжних аматорських команд навчальних закладів і стала чемпіоном.

## Випускники
- Вірановський В. С. — начальник ВТК «Запоріжсталь»[3]
- Подзерко Віктор Андрійович — начальник управління кадрів і навчальних закладів Міністерства чорної металургії СРСР.
- Єфименко І. Т. — майже 14 років працював заступником директора з навчальної роботи.
- Орлов Володимир Олександрович — Герой Соціалістичної праці, почесний металург, депутат Верховної Ради СРСР[2]
- Проскурін Єгор Павлович — двічі орденоносець, заслужений металург УССР, делегат з'їздів.
- Ольховий В. С. — директор курсів стипендіатів ООН.
- Білан В. Д. — голова правління ЗЗФ (Запорізький завод феросплавів).
- Волков В. Ф. — головний інженер ЗЗФ.
- Манусов П. М. — заступник головного інженера заводу «Дніпроспецсталь»
- Малишев Ігор Петрович. — генеральний директор ВАТ «Запоріжвогнетрив».
- Яценко В. Ф. — головний інженер Череповецького металургійного заводу.

46 випускників стали орденоносцями, 5 випускників — лауреатами Ленінської та Державних премій. Понад 50 випускників удостоєні звання «Заслужений металург УРСР» та «Почесний металург УРСР»